# Collexon
Um collexon[br] ou collexão[pt] é semelhante a uma quasipartícula (ou excitação elementar) chamada excíton, um par de um elétron e um buraco. No entanto, enquanto esses pares são independentes em excitons, duos de elétrons buracos em collexons unem forças com os elétrons ao redor.
Os pesquisadores fizeram a descoberta de Collexon quando inseriram átomos de germânio em um semicondutor de nitreto de gálio, e dispararam o material com um laser para ver como ele emite luz.